# Aratinga mitrada
L'aratinga mitrada (Psittacara mitrata) és una espècie d'ocell de la família dels psitàcids que habita selva humida i terres de conreu dels Andes, a Perú, Bolívia i nord-oest de l'Argentina.
És freqüent com animal de companyia, i a partir d'exemplars en captivitat escapats s'han format poblacions assilvestrades. A Barcelona n'hi ha més d'un centenar d'exemplars i també se n'ha constatat la cria a Palma, i és força més freqüent que les altres aratingues assilvestrades en aquesta zona (l'aratinga de màscara roja i l'aratinga de cap blau).
Es pot confondre amb l'aratinga de màscara roja, que també és verda amb vermell al cap, però se'n distingeix per les potes de color carn (i no fosques) i per no tenir plomes vermelles a sota les ales ni a les cuixes, a més de tenir la zona vermella del cap menys contínua (no sempre arriba a envoltar completament l'ull).